# Tranvia Castelfranco-Bazzano
La tranvia Castelfranco-Bazzano univa la cittadina di Castelfranco Emilia, importante stazione ferroviaria sulla Milano-Bologna, a quella di Bazzano, che si trovava su una diramazione della Modena-Vignola.
Esercita a vapore, prestò servizio fra il 1912 e il 1934 per soli dodici anni, a causa della concorrenza con la ferrovia Spilamberto-Bazzano, con la quale la tranvia non venne mai integrata.

## Storia

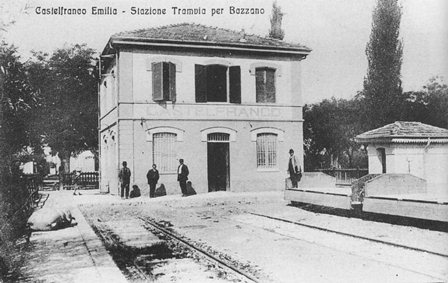
Stazione tranviaria di Castelfranco Emilia

Lo studio di fattibilità per un collegamento ferroviario fra San Giovanni in Persiceto, Castelfranco Emilia e Bazzano, promosso dal Comune di Castelfranco per venire incontro alle esigenze della popolazione e in particolare di Piumazzo, la propria frazione più popolosa, fu commissionato da tale amministrazione alla fine del diciannovesimo secolo, fra le contrarietà mostrate dal comune di Bazzano e quello di San Cesario.
Durante i primi anni del Novecento si giunse a un progetto definitivo della linea, la cui stesura venne affidata dalla società L'Ausiliare di Milano, azienda che vantava allora diversificati interessi nel campo ferroviario, all'ingegner Corrado Manfredi di Piacenza.
A causa di alcune difficoltà economiche dovute all'attraversamento della ferrovia Milano-Bologna, che le FS imponevano non avvenisse a raso, L'Ausiliare disdettò tuttavia la convenzione dopo aver ottenuto nel 1909 la concessione per la realizzazione e gestione della linea; ad essa subentrarono dunque nel 1910 direttamente i Comuni di Castelfranco, San Cesario e Bazzano, affidando il 16 maggio dello stesso anno al Manfredi la concessione e l'esercizio della linea in qualità di subconcessionario.
Ottenuto parere favorevole alla costruzione da parte del Consiglio Superiore dei lavori Pubblici il 29 maggio 1911, con regio decreto n. 1409 del 21 settembre 1911 venne approvata e resa esecutiva la "convenzione con la ditta ing. Corrado Manfredi per la costruzione e l'esercizio di una tramvia a vapore da Castelfranco a Bazzano", rimanendo il raggiungimento di Persiceto un obiettivo da perseguire solo successivamente.
Alla spesa per la costruzione della linea contribuì per la quota di 200.000 Lire, pari ai due terzi del totale, lo zuccherificio di Bazzano. Terminati i lavori di costruzione, durati circa sei mesi, l'esercizio regolare fu avviato il 21 ottobre 1912.
Il 6 ottobre 1913 Corrado Manfredi cedette, al prezzo di 155.000 lire, la concessione alla Società Ferrovia Modena-Vignola, che il 26 maggio 1914 inaugurò la diramazione Spilamberto-Bazzano della propria ferrovia, dando vita a un pericoloso concorrente della tranvia. La nuova gestione fu avviata formalmente il 1º gennaio 1914 in virtù del regio decreto del 23 dicembre 1913: esso prevedeva esplicitamente l'integrazione degli impianti a Bazzano, che tuttavia non venne mai realizzata.

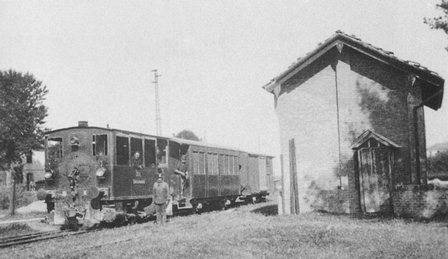
Stazione di Bazzano Sabbionara

Nel 1917 la FSMMF e Società Anonima Ferrovia Modena Vignola (FMV) vennero fuse per incorporazione nella nuova Società Emiliana di Ferrovie Tranvie ed Automobili (SEFTA), controllata dalla Breda, che subentrò conseguentemente nella concessione della tranvia.
Terminata la prima guerra mondiale, che aveva portato ad accantonare le proteste legate ad un non soddisfacente servizio offerto dalla tranvia poco integrato rispetto a quello ferroviario, la SEFTA decise unilateralmente la sospensione del servizio viaggiatori, mantenendo quello merci per il quale era corrisposto un sussidio governativo. Le conseguenti pressioni delle amministrazioni comunali e dello zuccherificio stesso portarono al ripristino delle corse passeggeri il 1º agosto 1922, senza peraltro che si verificasse un aumento di traffico tale da diminuire il passivo di bilancio che andava via via accumulandosi sull'intera rete SEFTA.
La ricostruzione a scartamento normale con trazione elettrica delle ferrovie modenesi, attivata nel 1932, portò ad un'ulteriore marginalizzazione delle tranvie Castelfranco-Bazzano e Modena-Maranello inducendo a chiudere le stesse.
La tranvia Castelfranco-Bazzano fu dunque formalmente soppressa il 1º luglio 1934 e sostituita con un'autolinea gestita dall'Impresa Barozzi.

## Caratteristiche
| Unknown route-map component "CONTgq" | Station on transverse track | Unknown route-map component "emABZq+l" | Unknown route-map component "CONTfq" |  |

| Unknown route-map component "uexKBHFaq" | Unknown route-map component "uexABZg+r" |  |

| Unknown route-map component "uexHST" |

| Unknown route-map component "uexHST" |

| Unknown route-map component "uexHST" |

| Unknown route-map component "uexBHF" |

| Unknown route-map component "uexHST" |

| Unknown route-map component "uexHST" |

| Unknown route-map component "uexHST" |

| Unknown route-map component "uexBHF" |

| Unknown route-map component "uexHST" |

| Unknown route-map component "exCONTr+2" | Unknown route-map component "uexHST" + Unknown route-map component "exSTRc3" |  |

| Unknown route-map component "exSTRc1" | Unknown route-map component "uexmKRZ2+4" | Unknown route-map component "exSTRc3" |

| Unknown route-map component "uexKRW+l" | Unknown route-map component "uexKRWgr" + Unknown route-map component "exSTRc1" | Unknown route-map component "exSTR+4" |

| Unknown route-map component "uexKDSTe" | Unknown route-map component "uexHST" | Unknown route-map component "exSTR" |

|  | Unknown route-map component "uexHST" | Unknown route-map component "exSTR" |

|  |  | Unknown route-map component "uexKBHFe" | Unknown route-map component "exBHF" |  |

|  | Unknown route-map component "CONTgq" | Station on transverse track | Unknown route-map component "xKRZxl" | Unknown route-map component "CONTfq" |

|  |  | Unknown route-map component "exKBHFe" |

La scelta dello scartamento normale fu determinata dall'opportunità, colta solo a metà, di realizzare un agevole interscambio sia con la ferrovia Milano-Bologna in stazione di Castelfranco Emilia, ai tempi della progettazione ancora gestita dalla Rete Adriatica, sia con la Tranvia Bologna-Casalecchio-Vignola a Bazzano. Da questo punto di vista la linea presentava analogie costruttive con la stessa tranvia per Bologna, fatto comprensibile considerato che fino al 1929 sia Castelfranco Emilia che Piumazzo appartenevano alla Provincia di Bologna.
La linea misurava complessivamente 12,524 km di cui 1,160 in sede propria per aggirare l'abitato di Castelfranco e in corrispondenza delle stazioni di San Cesario e Piumazzo; realizzata con caratteristiche ferroviarie, la tranvia adottava rotaie da 24 kg/metro, aveva una pendenza massima del 10 per mille e il raggio di curvatura non scendeva sotto ai 150 metri. Ragioni di carattere economico imposero la scelta di una tranvia che comportava il passaggio dei binari sulla sede stradale, conformazione che pesò negativamente sul futuro della linea..
Il primo orario di servizio prevedeva quattro coppie giornaliere, come d'uso all'epoca per impianti di questo tipo. La velocità massima raggiunta dai convogli era pari a 20 km/h.

### Percorso
La linea originava dal capolinea di Castelfranco Emilia, posto in piazza della Vittoria e raccordato per mezzo di un apposito binario lungo circa 300 metri alla stazione FS di Castelfranco. L'impianto tranviario era dotato di tre binari, un magazzino merci con piano caricatore, e una rimessa per il ricovero dei treni.
Oltrepassata la via Emilia (poi corso Martiri) e impegnata per un tratto via Circondaria Sud, il binario svoltava sulla strada di San Cesario (poi strada provinciale 14, in loco denominata via Loda) che veniva impegnata sul lato destro e tramite la quale, al km 0+896, veniva raggiunta la fermata Mandelli.

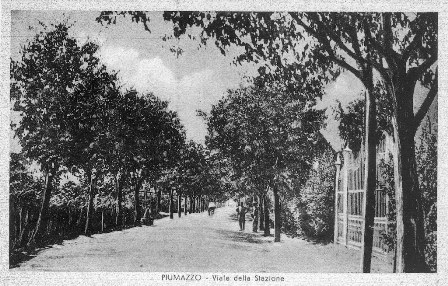
Piumazzo, il viale della Stazione

Servite le due ulteriori fermate di Torretta e Fornace, quest'ultima in corrispondenza di una fabbrica di laterizi, veniva impegnato un breve tratto in sede propria che conduceva alla stazione di San Cesario, posta diagonalmente dietro al locale cimitero, al chilometro 4,660.
Si raggiungeva dunque corso Libertà, allora sempre via San Cesario, con le tre fermate di Ca' Rossa, Ca' Baietta e villa Salvioli, giungendo dunque alla stazione di Piumazzo, posta al chilometro 7,500 al termine di via dei Mille, ai tempi denominata viale della Stazione.
Veniva poi affiancato il rio Muzza e, superata la fermata in località "Roma", era infine impegnata la strada per Bazzano ove sorgeva l'ulteriore fermata denominata "California" nel tratto che vedeva sulla destra affiancarsi il binario della ferrovia Bazzano-Spilamberto; questo veniva incrociato in prossimità della fermata dello zuccherificio, prima della quale era presente un raccordo con lo stesso.
Servita l'ulteriore fermata di Magazzino veniva raggiunto il capolinea, situato in località Sabbionara, nelle immediate adiacenze dell'originario tracciato della Bazzano-Spilamberto e della successiva Stazione di Bazzano lungo la ferrovia Casalecchio-Vignola. Si trattava di una collocazione a carattere provvisorio in attesa della mai realizzata stazione unificata.

## Materiale rotabile
Per il servizio lungo la linea si ha notizia di tre locomotive a vapore di tipo tranviario di cui due fornite dalla Breda, battezzate "Castelfranco" e "Giacomo", contraddistinte dai numeri di costruzione rispettivamente 1452 e 1453. Acquistate nel 1912 dalla società Les Tramways de Bologne che eserciva la Tranvia Bologna-Vignola, furono subito cedute al Manfredi per poi tornare sui binari bolognesi alla chiusura della tranvia. La terza unità, di minori dimensioni, era una macchina da 62 kW.
Per il servizio passeggeri erano disponibili sette carrozze a due assi; completavano la dotazione del parco quattordici carri merci, di cui tre chiusi. Tutti i rotabili erano dotati di doppi organi di trazione e repulsione così da garantire l'interoperabilità rispetto al servizio ferroviario.